# Dyka enerhija
Dyka enerhija (ukrainska: Дика енергія, svenska: Vild energi) är en singel av den ukrainska sångerskan Ruslana. Singeln släpptes i Ukraina 2006 men endast som ukrainsk version. Den kom 2007 också att släppas i engelsk version i Europa. 

## Låtlista
1. Dyka enerhija
2. Dyka enerhija (Instrumental)
3. Dyka enerhija (Java remix)
4. Dyka enerhija (Synthetic mix)
5. Dyka enerhija (Wild mix)

## Bonus (Video)
1. Dyka enerhija (Ukrainian teaser)
2. Wild energy (English teaser)
3. Dyka enerhija (Video)
4. Dyka enerhija (Making of the video 1)
5. Dyka enerhija (Making of the video 2)
6. Social ad (The box)
7. Social ad (The girls)